# Jorge Borad Arriera
Jorge Antonio Borad Arriera (Montevideo, Uruguay, 26 de agosto de 1953 - ibidem, 27 de marzo de 2016) fue un diplomático y político uruguayo, quien se desempeñó como subsecretario (viceministro) del Ministerio de Turismo en 1993-1994. 

## Primeros años
Nació en Montevideo el 26 de agosto de 1953.
Entre 1974 y 1977 realizó estudios universitarios en la Facultad de Arquitectura de la Universidad de la República, sin llegar a culminarlos.
Obtuvo una maestría en Relaciones Internacionales en Estados Unidos.

## Carrera diplomática
En 1977 inició su carrera en el Ministerio de Relaciones Exteriores al ser nombrado secretario de tercera.
En 1980, ya secretario de segunda, fue destinado al consulado en Washington, Estados Unidos, donde permaneció por varios años.
Posteriormente fue destinado a la embajada uruguaya en Argentina, donde desde 1988 tuvo intensa actividad en materia de promoción turística.

## Subsecretario de Turismo
En noviembre de 1993, el presidente Luis Alberto Lacalle y su ministro de Turismo José Villar Gómez designaron a Borad como nuevo subsecretario (viceministro) de dicha cartera,sucediendo a Jorge Azar Gómez.
Fue el quinto y último de los subsecretarios que acompañaron la gestión ministerial de Villar, prolongada a lo largo de siete años durante los gobiernos de Julio María Sanguinetti y su sucesor Lacalle.
Permaneció en el cargo durante seis meses, hasta que en mayo de 1994, al ser sustituido Villar por Mario Amestoy como ministro de Turismo, la subsecretaría fue ocupada por Daniel Cambón.

## Carrera posterior
Con posterioridad a su paso por el Poder Ejecutivo, Borad retomó su carrera en el Ministerio de Relaciones Exteriores. 
En 1995 integró, en representación del mismo, una comisión para la realización de estudios para la construcción del eje vial para el Cono Sur.
Con el rango de consejero, entre 2004 y 2009 fue cónsul de Uruguay en la ciudad argentina de Rosario.
Luego fue subdirector de la Dirección de Inteligencia y Promoción Comercial e Inversiones de la cancillería,y en 2012 fue nombrado cónsul en la ciudad de Colón, también en la Argentina,el que sería su último destino diplomático.

## Vida personal. Fallecimiento
Era hijo de Jorge Antonio Borad Adala (1922-1988) y de Perla Arriera, quienes se casaron en 1949.
Su padre fue un aviador militar que culminó su carrera como brigadier general de la Fuerza Aérea, y fue presidente de la Administración Nacional de Combustibles, Alcohol y Portland durante varios años en el período de la dictadura cívico militar instaurada en 1973,así como miembro integrante militar de la Suprema Corte de Justicia desde 1985.
Borad Arriera contrajo matrimonio en 1979 con Marieli Isabel Michelena,con quien tuvo cuatro hijos, Jorge Antonio, Justina Sofía, Josefina Isabel y Julieta María Borad Michelena.
Falleció en Montevideo el 27 de marzo de 2016, a los 62 años de edad.